# Bertrand Lacaste

Wappen

Bertrand Lacaste (* 26. Juni 1897 in Accous; † 20. April 1994 ebenda) war ein römisch-katholischer Bischof von Oran.

## Leben
Bertrand Lacaste empfing am 12. März 1923 die Priesterweihe. Papst Pius XII. ernannte ihn am 29. Dezember 1945 zum Bischof von Oran.
Der Bischof von Bayonne-Lescar-Oloron, Léon-Albert Terrier, spendete ihm am 25. März des nächsten Jahres die Bischofsweihe; Mitkonsekratoren waren Jean Saint-Pierre, Weihbischof in Karthago, und Clément Joseph Mathieu, Bischof von Aire und Dax.
Er nahm an allen Sitzungsperioden des Zweiten Vatikanischen Konzils teil. Seinem Rücktrittsgesuch wurde am 30. November 1972  durch Paul VI. stattgegeben.